# Kammarsångare
En kammarsångare eller kammarsångerska är en titel som dels används för framstående sångare eller sångerska. Idag förekommer utmärkelsen i denna form i Tyskland och Österrike. Andra kammarsångare, framför allt tidigare, står i exempelvis furstars eller privatpersoners tjänst. I Sverige talar man om hovsångare i de fall som sångaren eller sångerskan tilldelats titeln av Sveriges konung.